# Пут опция
Пут опцията в борсовата търговия дава право, но не и задължение, на притежателя си да продаде даден актив на предварително фиксирана цена и дата.
Купуването на пут опция може да се използва като защита от спадане на цените на базовия актив, или да се използва спекулативно при очакване цените на базовия актив да спадат, както и за много други стратегии.